# Templo de Jano (Fórum Romano)
Templo de Jano (em latim: Aedes Janus) era um antigo templo dedicado ao deus Jano, o deus duas faces das fronteiras, localizado perto do Argileto, no Fórum Romano. Ele tinha duas portas, uma cada extremidade, e abrigava uma estátua do deus. Estas portas, chamadas de "Portas de Jano" eram fechadas em tempos de paz e abertas em tempos de guerra.
De acordo com Lívio (1.19), o segundo rei de Roma, Numa Pompílio, decidiu mudar os primeiros romanos, propensos à guerra, de seus modos violentos instigando neles o espanto e a reverência. Entre seus projetos estava a promoção da religião, a criação de cargos sacerdotais e a construção de templos, que tinham o benefício adicional de imbuir na população um senso de espiritualidade. O Templo de Jano foi o mais famoso deste projeto.

## Descrições antigas
Plutarco, na "Vida do Rei Numa", escreveu:
| “ | [Jano] também tinha um templo em Roma, com duas portas chamadas portas da guerra; pois o templo sempre ficava aberto em tempos de guerra, mas era fechado quando a paz chegava. Esta última era mais difícil e raramente acontecia, pois o reino estava sempre envolvido em alguma guerra, pois seu tamanho crescente o colocou em rota de colisão com as nações bárbaras que o cercavam. Mas, na época de Augusto, ele foi fechado logo depois da queda de Marco Antônio; e, ante disso, quando Marco Atílio e Tito Mânlio eram cônsules, ele foi fechado por um breve período; mas então a guerra irrompeu novamente e ele foi aberto | ” |

## Portas de Jano

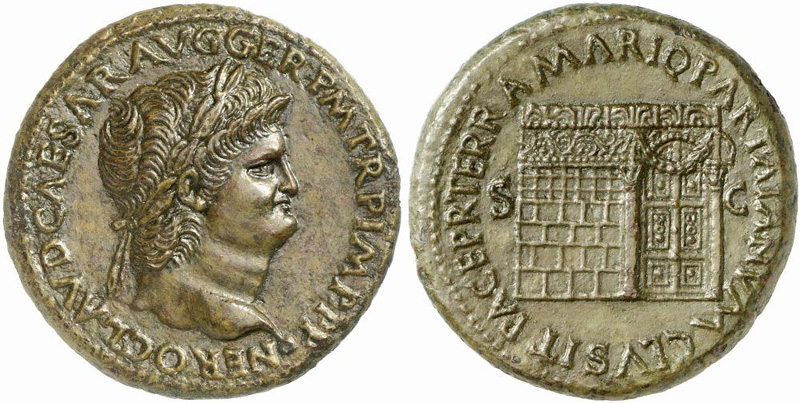
Sestércio de Nero com o Templo de Jano fechado no reverso, com as guirlandas indicando o momento festivo.

Durante o reinado de Numa, as Portas de Jano permaneceram fechadas e Roma ficou em paz. O rei seguinte, Túlio Hostílio, abriu as Portas de Jano quando iniciou sua guerra contra Alba Longa e elas permaneceram abertas pelos 400 anos seguintes, até logo depois da Primeira Guerra Púnica, quando Tito Mânlio as fechou em 235 a.C.. O templo ficou fechado por apenas oito anos, pois a guerra contra os gauleses no norte da Itália obrigou que elas fossem reabertas. Assim ficaram até 29 a.C., quando foram fechadas depois da morte de Marco Antônio e Cleópatra.
Segundo a "Feitos do Divino Augusto", o primeiro relato da vida de Augusto, "Jano Quirino, que nossos ancestrais desejavam que fosse fechado sempre que a paz fosse assegurada pelas vitórias em todo o império, por terra ou por mar, foi fechado, segundo os registros, antes de eu nascer, apenas duas vezes desde a fundação da cidade, mas o senado decretou que deveria ser fechado em três ocasiões enquanto fui príncipe". Pelo relato de Dião Cássio, é possível datar os dois primeiros eventos em 29 a.C. e 25 a.C.
Porém, a data do terceiro fechamento permanece tema de debates entre os estudiosos. O único autor antigo a datá-lo foi Paulo Orósio, que associa o fechamento ao nascimento de Cristo (entre 4 e 1 a.C.). Porém, acadêmicos modernos universalmente rejeitam esta hipótese, pois o exército romano estava em campanha pela Germânia e no Extremo Oriente nesta época. Inez Scott Ryberg e Gaius Stern datam este terceiro fechamento em 13 a.C., baseados no retorno conjunto de Augusto e Agripa a Roma depois de pacificarem as províncias. Sir Ronald Syme data o evento em 7 a.C., coincidindo com o triunfo de Tibério e seu segundo consulado, eventos ocorridos em anos perdidos numa lacuna dos manuscritos sobreviventes de Dião Cássio. Mario Torelli segue a data de Orósio.
Imperadores posteriores fecharam as Portas de Jano com grande fanfarra, a mais famosa delas na época de Nero e Vespasiano. O primeiro cunhou uma grande série de moedas com o Ara Pacis (e o Templo de Jano com as portas fechadas) no reverso para comemorar o evento. Outros imperadores certamente abriram e fecharam as Portas de Jano, mas as referências foram se tornando cada vez mais raras.
O poeta Virgílio também incluiu na Eneida a abertura das Portas de Jano para marcar o início da guerra entre troianos e latinos.